# Johann Jakob Thourneyser
Johann Jakob Thourneyser, orthographié parfois Thurneysen, Thurneiser ou Thourneissen, né à Bâle le 15 juin 1636 et mort le 15 février 1711  est un graveur suisse.

## Biographie
Johann Jakob Thourneyser est né le 15 juin 1636 à Bâle, il a étudié à Strasbourg avec Pieter Aubry puis est allé en France, où il a travaillé dans le style de F. de Poilly et de Claude Mellan. Il est resté tour à tour à Lyon, à Bourg-en-Bresse et à Turin. Il a gravé de nombreux portraits et est mort le 15 février 1711 dans sa ville natale.

## Œuvres
- Jésus-Christ maltraité par les soldats, 1699[2].